# Херитиџ Крик (Кентаки)
Херитиџ Крик (енгл. Heritage Creek) град је у америчкој савезној држави Кентаки.

## Демографија
По попису из 2010. године број становника је 1.076, што је 359 (-25,0%) становника мање него 2000. године.
| Група             | 2000.         | 2010.         |
| Белци             | 1.371 (95,5%) | 1.002 (93,1%) |
| Афроамериканци    | 25 (1,7%)     | 27 (2,5%)     |
| Азијати           | 2 (0,1%)      | 7 (0,7%)      |
| Хиспаноамериканци | 5 (0,3%)      | 16 (1,5%)     |
| Укупно            | 1.435         | 1.076         |